# Kavacsi Maszacugu
Kavacsi Maszacugu (川内将嗣; Hepburn: Masatsugu Kawachi; Kasima, 1985. november 25. –) japán ökölvívó.

## Amatőr eredményei
2007-ben bronzérmes lett a világbajnokságon kisváltósúlyban.  Az előselejtezők során legyőzte a súlycsoport olimpiai bajnokát a thaiföldi Manat Buncsamnongot. Az elődöntőben a későbbi bajnok Szerik Szapijev győzte le.